# السادة (القفر)

تعديل مصدري - تعديل

السادة محلة تابعة لقرية صلاحيت، التابعة لعزلة بني مسلم بمديرية القفر إحدى مديريات محافظة إب في الجمهورية اليمنية، بلغ تعداد سكانها 197 حسب تعداد اليمن لعام 2004.